# Bright Angel Trail

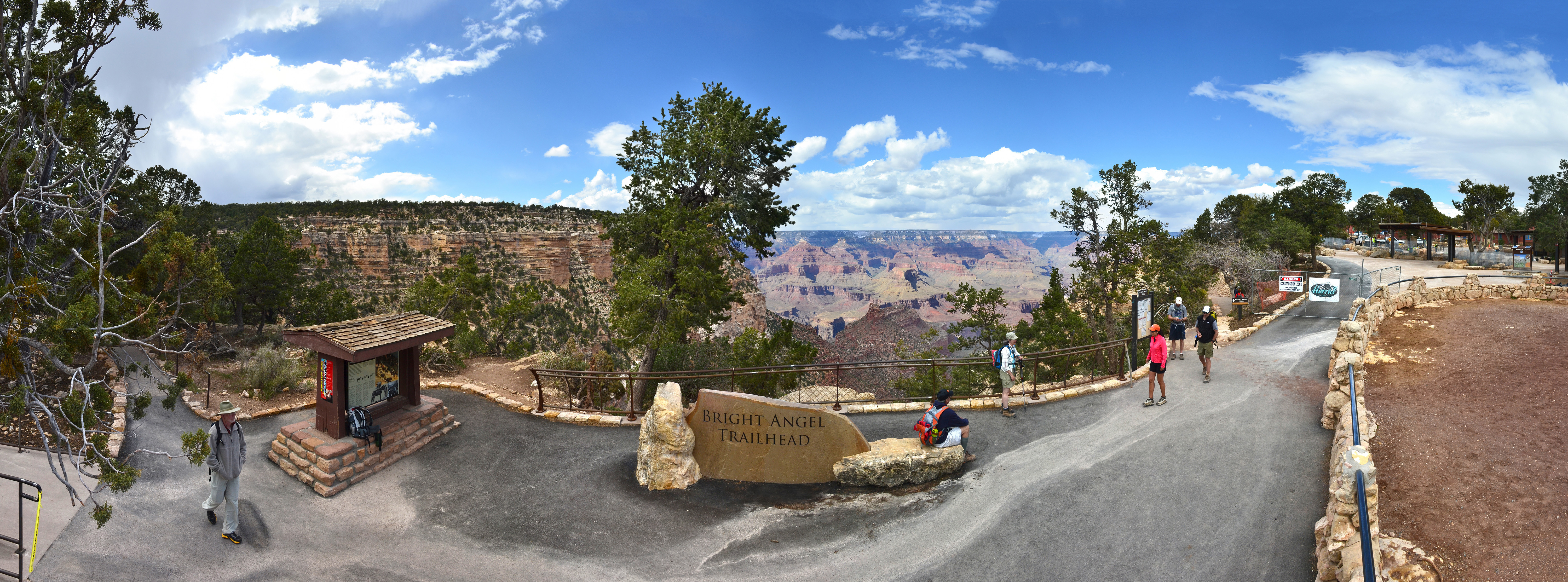
Bright Angel Trailhead (Startpunkt, Grand Canyon South Rim)

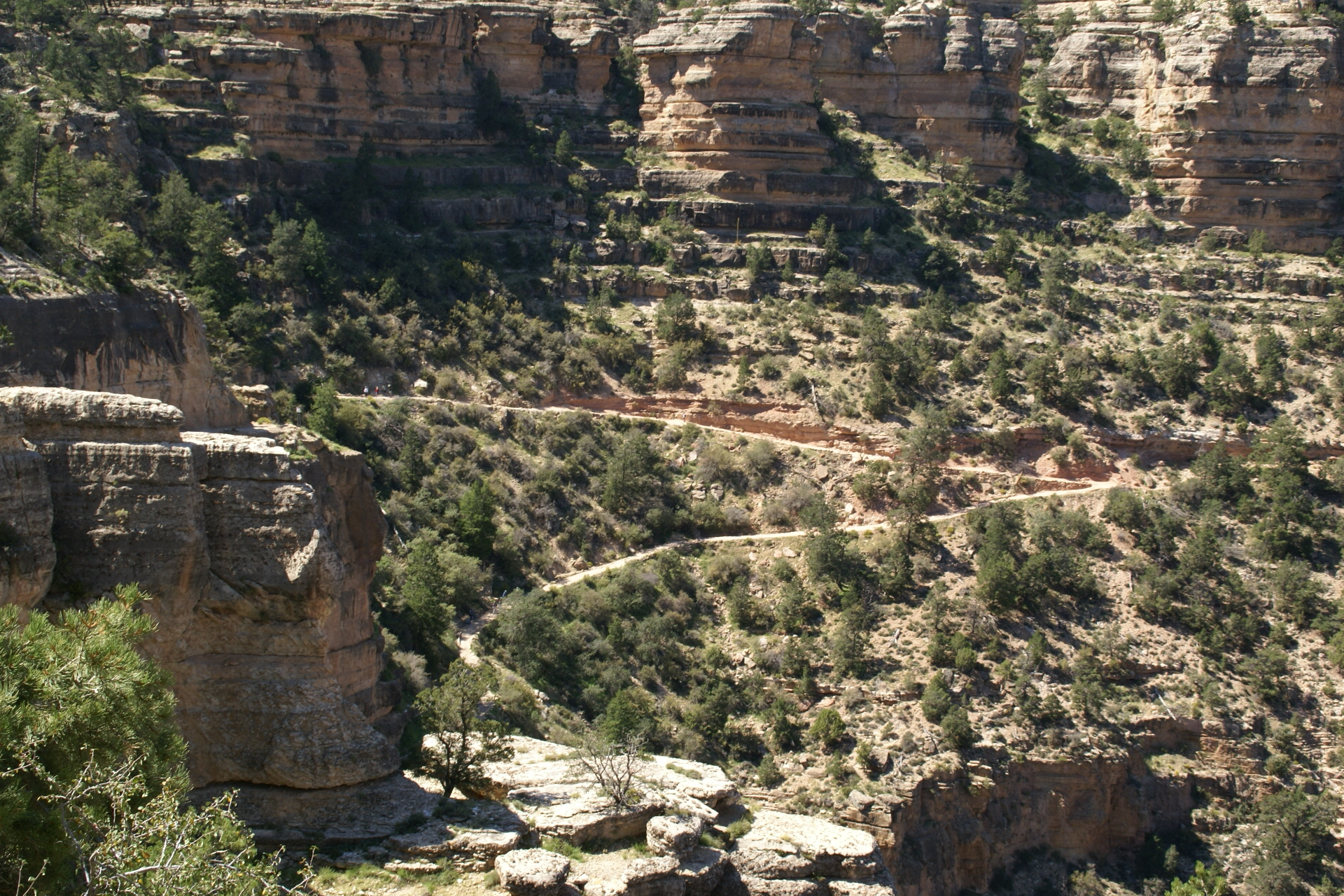
Oberer Abschnitt des Bright Angel Trail

Der Bright Angel Trail ist ein Wanderweg im Grand Canyon, Arizona, USA. Er führt vom Grand Canyon Village auf dem Südrand hinab zum Colorado River und ist der am stärksten frequentierte Weg in den Canyon.
Auf seiner gesamten Länge legt er einen Höhenunterschied von 1360 Metern zurück und erreicht nach 12,9 Kilometern den Fluss, von wo er nach der Überquerung des Flusses über die Silver Bridge noch weitere 3 Kilometer bis hin zu seinem Endpunkt an der Phantom Ranch führt. Damit durchschneidet er alle Gesteinsschichten des Grand Canyon und damit Erdzeitalter von vor etwa 1,2 Mrd. Jahren bis vor rund 200 Millionen Jahren.
Der Trail ist benannt nach dem Bright Angel Creek, einem kleinen, nur zeitweilig Wasser führenden Bachlauf auf der Nordseite des Canyon, nahe der Phantom Ranch.

## Charakter
Der Bright Angel Trail ist der am besten ausgebaute Weg hinunter in den Canyon und wird nicht nur von Wanderern, sondern auch von Maultier-Karawanen mit Reitgästen oder zur Versorgung der Stationen im Canyon begangen. Wanderer sind verpflichtet, den Maultieren Platz zu machen. Hinter einer Karawane hängen noch lange Zeit erhebliche Mengen Staub in der Luft.

Agave mit riesigem Blütenstängel neben dem Pfad zum Havasupai Garden

Blick vom 'Plateau Point' auf den Colorado River

Auf dem Bright Angel Trail gibt es als einzigem Wanderweg im Inneren des Canyons ganzjährig Trinkwasser am Havasupai Garden. Zwischen Mai und September ist über eine Pipeline an zwei weiteren Orten oberhalb des Havasupai Gardens, bei eineinhalb und bei drei Meilen (2,5 und 5 km), Trinkwasser verfügbar. Das Wasser muss über eine Pipeline zu den Wasserstellen transportiert werden, daher gibt es keine Garantie der Verfügbarkeit. Die Pipelines brechen jede Saison mehrfach, so dass jeweils für einige Tage kein Wasser abseits von Havasupai Garden verfügbar ist.
Der Weg geht von Beginn am Südrand des Canyon steil auf Serpentinen in die Tiefe, bis das Tonto Plateau beim Havasupai Garden erreicht wird. Dort gibt es eine ganzjährige Quelle, weshalb der Ort schon immer von Indianern genutzt wurde. Als die Erschließung des Grand Canyons und der Bergbau begannen, wurde der Havasupai Garden ein wichtiger Stützpunkt von Bergleuten und Prospektoren. Heute befindet sich dort eine von zwei Ranger Stations des National Park Service im Inneren des Canyons und ein einfacher Campingplatz.
Auf dem Tonto Plateau verläuft parallel zum Hang der Tonto Trail, auf dem nach Osten eine Verbindung zum South Kaibab Trail (vier Meilen; 7 km) und nach Westen zum Hermit Trail (zwölf Meilen; 20 km) besteht.
Von Havasupai Garden kann man fast eben etwa 2,5 km zum Aussichtspunkt Plateau Point gehen, von man in die Tiefe des Canyons und auf den Colorado River sehen kann. Oder man folgt dem Bright Angel Trail weiter hinab. Der Weg führt in einen sehr steilen Einschnitt und unterhalb des Tonto-Plateaus herrscht reines Wüsten-Klima. Das zeigt sich in der spärlichen Vegetation aus Sukkulenten und Yuccas und an der Belastung des menschlichen Körpers bei der anstrengenden Wanderung.
Anders als bei Wanderungen in den Bergen, kommt im Grand Canyon der anstrengendere Aufstieg nach dem Abstieg, daher muss für den Aufstieg mehr als die doppelte Zeit für die gleiche Strecke abwärts gerechnet werden. Der Bright Angel Trail wird vom National Park Service nur als Weg vom Canyon Rand über Havasupai Garden zum Plateau Point als Tagestour geführt. Vom Versuch, den Fluss zu erreichen und am selben Tag wieder aufzusteigen, wird dringend abgeraten. Wanderer unterhalb von Havasupai Garden können durch Ranger jederzeit kontrolliert werden, ob sie eine Backcountry-Genehmigung für eine Übernachtung auf einem Zeltplatz oder eine Reservierung für die einzige feste Übernachtungsmöglichkeit im Canyon auf der Phantom Ranch haben.
| Entfernung (km) | Höhe (m) | Wegpunkte                                       |
| --------------- | -------- | ----------------------------------------------- |
| 0               | 2093     | Startpunkt, Grand Canyon South Rim              |
| 2,6             | 1748     | Mile-and-a-half Resthouse                       |
| 5,0             | 1449     | Three Mile Resthouse                            |
| 7,7             | 1160     | Havasupai Garden (Campingplatz, Ranger Station) |
| 12,9            | 756      | River Resthouse, Colorado River                 |
| 15,3            | 756      | Bright Angel Campground (über River Trail)      |
| 15,9            | 776      | Phantom Ranch                                   |